# Ramon Lopes
Ramon Lopes (Belo Horizonte, 7 augustus 1989) is een Braziliaans voormalig voetballer die als aanvaller speelde.

## Carrière
Lopes begon zijn carrière in 2009 bij Volyn Loetsk. In 2009 eindigde de club tweede in de Persja Liha en promoveerde de club naar de Premjer Liha. Hij tekende in 2014 bij Vegalta Sendai in de J1 League. In 3 jaar speelde hij er 63 competitiewedstrijden en scoorde 18 goals. Hij tekende in 2017 bij Kashiwa Reysol. In de zomer van 2018 keerde hij terug bij Vegalta Sendai. In 2018 haalde de ploeg de finale van de Beker van de keizer. Lopes speelde tussen 2020 en 2022 voor Khor Fakkan Club en Al-Fayha FC.